# Serotoninesyndroom
Het serotoninesyndroom is een vergiftiging met serotonine door gebruik van medicijnen die de serotonine-spiegel verhogen. Het syndroom wordt meestal veroorzaakt door minimaal twee geneesmiddelen die de serotonine-spiegel verhogen, waarvan minimaal één SSRI of MAO-remmer. Paroxetine is een van de geneesmiddelen die zelfstandig het syndroom kan uitlokken.  Kort na het verhogen van de dosis of na toevoegen van een tweede serotonerg middel kan het syndroom ontstaan. 
Het precieze mechanisme is nog niet opgehelderd, maar men gaat uit van een veranderde gevoeligheid van serotoninereceptoren in het ruggenmerg en de hersenstam. De symptomen bij dit syndroom staan beschreven in de tabel hieronder. De diagnose wordt gesteld bij aanwezigheid van drie hoofd- en twee nevensymptomen.
De behandeling van het serotoninesyndroom vindt plaats in het ziekenhuis en bestaat voornamelijk uit het stoppen van alle veroorzakende (serotonine-verhogende) geneesmiddelen. Bij hoge koorts wordt men op de intensive care behandeld. Benzodiazepinen kunnen de spiertrekkingen verminderen. In ernstiger gevallen, kan men overwegen cyproheptadine (serotonine-remmer) te geven. De meeste patiënten herstellen in de loop van enkele dagen tot weken.
Het serotoninesyndroom verloopt zelden fataal doch is indien niet tijdig behandeld in potentie dodelijk.
Geneesmiddelen die alleen of in combinatie het serotoninesyndroom kunnen veroorzaken zijn: SSRI’s, SNRI's (venlafaxine, duloxetine), MAO-remmers, TCA’s, trazodon, dextromethorfan, mirtazapine, L-Tryptofaan, amantadine, cocaïne, bromocriptine, levodopa, carbidopa, selegiline, pergoline, dihydroergotamine, triptaan, tramadol, morfine, carbamazepine, lithium, sibutramine, buspiron, bupropion, pethidine en Sint-Janskruid. Daarnaast ook de volgende stoffen: amfetamine en MDMA.
| Aandachtsgebied | Hoofdsymptomen                                       | Nevensymptomen                                                      |
| Psychisch       | Verwardheid (semi)coma                               | hyperactiviteit agitatie slapeloosheid rusteloosheid                |
| Autonoom        | koorts/hyperthermie hypertranspiratie (diaforese)    | tachycardie tachypnoe dyspneu hypo- of hypertensie roodheid diarree |
| Neuromusculair  | (myo)clonus hypertonie tremor bibberen hyperreflexie | incoördinatie mydriase acathisie ataxie                             |